# La madre culpable (teatro)
El otro Tartufo o La madre culpable es un drama en cinco actos de Pierre-Augustin de Beaumarchais, terminado en 1792. La primera representación fue un fracaso, pero su estreno en el Théâtre de la rue Feydeau, el 5 de mayo de 1797, resultó todo un éxito.
Constituye la tercera parte de la trilogía de Fígaro tras El barbero de Sevilla y Las bodas de Fígaro. 
Fue adaptada en una ópera de Darius Milhaud bajo el nombre de La mère coupable.

## Personajes
- El Conde de Almaviva, grande de España.
- La Condesa de Almaviva, su mujer.
- El caballero León, su hijo.
- Florestine, pupila del conde.
- El señor Bégearss, irlandés, antiguo secretario de la embajada del conde.
- Fígaro, ayudante del conde.
- Suzanne, primera ayudante de la condesa y mujer de Fígaro.
- El señor Fal, notario del conde.
- Guillaume, el ayuda de cámara alemán del señor Bégearss.